# شاكونتالا ديفي
شاكونتالا ديفي (بالإنجليزية: Shakuntala Devi) طفلة هندية معجزة وآلة حاسبة عقلية، عٌرفت باسم الحاسوب الإنسان. وُلدت في 4 نوفمبر عام 1929. حققت لها موهبتها مكانًا بارزا في موسوعة غينيس للأرقام القياسية العالمية. كتبت أيضا العديد من الروايات والنصوص غير الخيالية التي تتعلق بالرياضيات. وتوفيت «ديفي» عن عمرٍ يناهز 83 عاماً، بعد أن برزت في علم الرياضيات والفلك نظراً لموهبتها النادرة منذ عام 1977، وذلك عندما قامت بحساب الجذر رقم 23 من رقم يزيد على المائة في خمسين ثانية فقط، أي أسرع من أفضل حواسيب ذلك الوقت بما يعادل 12 ثانية. وبعدها بثلاث سنوات تمكنت من حساب حاصل ضرب رقمين عشوائيين يتكون كلّ منهما من 13 رقماً وذلك في 28 ثانية فقط. ولم تتوقف موهبة «ديفي» عند هذا الحد، فقد كانت قادرة على معرفة اسم أي يوم من أيام القرن العشرين، بمجرد ذكر تاريخ ذلك اليوم أمامها.
والغريب أن «ديفي» تمتعت بتلك الموهبة الفطرية على الرغم أنها لم تستكمل تعليمها، حيث أنها وُلدت لعائلة فقيرة تعمل في السيرك، وهو ما اضطرها إلى ترك الدراسة بعد عامين فقط لمساعدة العائلة على كسب رزقها.
وظلت «ديفي» تعمل مع والدها بعروض ترفيهية بالشارع حتى تعرفت عليها الأوساط الأكاديمية الهندية، لتبدأ باحتلال المكانة التي تستحقها، علماً أنها تمكنت من جمع ثروة هائلة من خلال عملها في علم التنجيم.  وتُوفيت في 21 أبريل عام 2013.

## روابط خارجية
- شاكونتالا ديفي على موقع IMDb (الإنجليزية)